# باول فيتزباتريك راسيل
باول فيتزباتريك راسيل (بالإنجليزية: Paul Fitzpatrick Russell)‏ هو بروفيسور أمريكي، ولد في 2 مايو 1959 في غرينفيلد في الولايات المتحدة.